# NGC 7824
NGC 7824 is een spiraalvormig sterrenstelsel in het sterrenbeeld Vissen. Het hemelobject werd op 25 september 1830 ontdekt door de Britse astronoom John Herschel.

## Synoniemen
- UGC 34
- MCG 1-1-25
- ZWG 408.25
- NPM1G +06.0001
- PGC 354